# Овчинников, Адольф Николаевич
Адо́льф Никола́евич Овчи́нников (19 декабря 1931 года — 15 апреля 2021) — российский художник-реставратор высшей квалификации древнерусской и поствизантийской темперной живописи, икон и фресок, специалист по христианской символике, эксперт-исследователь технологии средневековой живописи, копиист средневековых памятников, педагог, сотрудник Всероссийского художественного научно-реставрационного центра им. академика И. Э. Грабаря. Заслуженный деятель искусств РСФСР (1988), заслуженный работник культуры РСФСР (1982).

## Биография
Родился в Карачеве в семье госслужащего Николая Ивановича Овчинникова (1901—1969), потомка стрельца, бежавшего от преследований Петра I, и медицинского работника Натальи Алексеевны в девичестве Косатовой (1902—1974).
В 1952 — 1955 годах работал на ВСХВ художником-оформителем.
С 1956 года — реставратор Государственного исторического музея в Москве и Государственных художественных научно-реставрационных мастерских им. И. Э. Грабаря, где приобрел высшую квалификацию, как художник-реставратор и копиист. Основоположник нового направления в изучении памятников древнерусского и пост византийского искусства — создание копий-реконструкций.
Член отдела монументальной живописи Московского союза художников.

### Образование
В 1952 году окончил в Москве Художественно ремесленное училище № 64 по специальности «Декоративно-монументальная живопись»

### Педагог
- В 1971 — 1983 годах преподавал в Институте грузинского искусства технику копирования.
- В 1993 — 1999 годах — доцент кафедры иконописи Православного Свято-Тихоновского института в Москве.
- С 1990-х годов — в «Школе Сериате».
- Обучение копированию во ФГУК «Всероссийском художественном научно-реставрационном центре имени академика И. Э. Грабаря»

## Творчество

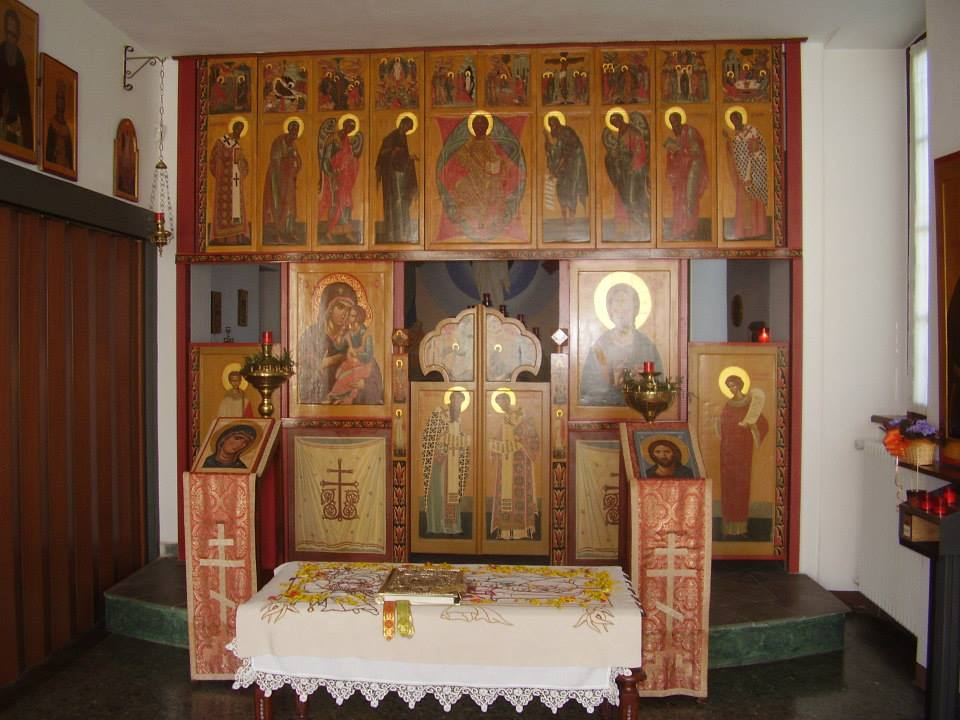
Иконостас работы А. Овчинникова в Преображенском храме центра «Христианская Россия» на вилле Амбивери в Сериате

Реставрация нескольких сотен икон, среди них:
- «Чудо Георгия о змие» в Британском музее, Лондон.
- «Избранные св. Параскева, Ульяна и Варвара» в Новгородском музее.
- «Богоматерь Умиление» в Псковском музее
- «Богоматерь Кубенская» в Вологодском музее
- Работа с грузинскими иконами
- Инициатор масштабных работ по раскрытию псковской живописи XIV—XVI веков
- Создание копий-реконструкций 8 храмов VIII—XV веков
- Участник «Банка копий монументальной живописи»

### Выставки
Участник 27 выставок копий и копий-реконструкций средневековой живописи и мелкой пластики в СССР, России, Грузии, Болгарии, Германии, Италии, Японии, Корее.
В 1989 году под его руководством прошла выставка Школы Сериате в Ватикане.

## Семья
Жена: Лилиана Анатольевна в девичестве Корженевская — главный хранитель ФГУК «Всероссийский художественный научно-реставрационный центр имени академика И. Э. Грабаря».
Дочь: Леонилла (род. 1956) — психолог.

## Награды и звания
- Орден «За заслуги перед Отечеством» IV степени (21 мая 2008 года) — за большой вклад в сохранение и развитие культурного наследия России, многолетнюю творческую деятельность[2].
- Орден Почёта (5 августа 1995 года) — за заслуги перед государством и многолетнюю плодотворную деятельность в области искусства и культуры[3].
- Заслуженный деятель искусств РСФСР (29 ноября 1988 года) — за заслуги в области советского искусства[4].
- Заслуженный работник культуры РСФСР (24 февраля 1982 года) — за заслуги в области советской культуры[5].
- Благодарность Президента Российской Федерации (9 января 2012 года) — за заслуги в развитии отечественной культуры и многолетнюю плодотворную деятельность[6].
- Диплом Академии художеств СССР за реставрацию произведений средневековой живописи (1985).

## Публикации
Автор более 30 научных статей в специализированной периодической печати, сборниках и альбомах:
- Живопись древнего Пскова (1971)
- Суздальские Златые врата (1978)
- Опыт описания древнерусской станковой живописи: Техника и стиль. Выпуск 1. Псковская школа
- Копия-реконструкция как метод восстановления утраченной иконографии
- Роспись церкви Успения Богородицы в Мелетово: Отблески христианского востока на Руси (Псковское искусство)
- Символика христианского искусства. Сборник статей (1999)
- Ovcinnikov Adol’f. L’icona salverà il mondo // La Nuova Europa. n. 6/1995 (264). p. 21. (итал.)
- Ovcinnikov Adol’f. Icona come microcosmo // L’Altra Europa. n. 3/1990 (231), p. 7. (итал.)